# Bìm ba răng
Bìm ba răng (danh pháp khoa học:Merremia tridentata) là một loài thực vật có hoa trong họ Bìm bìm. Loài này được (L.) Hallier f. miêu tả khoa học đầu tiên năm 1893.